# Talinum
Talinum (lat. Talinum), biljni rod iz porodice Talinaceae. Sastoji se od 15 vrsta trajnica, polugrmova i grmova raširenih po Africi i Sjevernoj i Južnoj Americi, a po nekima poripadaju mu i vrste  madagaskarskih endema.
Rod je opisan 1763.

## Vrste
1. Talinum arnotii Hook.f.
2. Talinum caffrum (Thunb.) Eckl. & Zeyh.
3. Talinum crispatulum Dinter
4. Talinum domingense Urb. & Ekman
5. Talinum fruticosum (L.) Juss.
6. Talinum galapagosum (H.St.John) Hershk.
7. Talinum lineare Kunth
8. Talinum nocturnum Bacig.
9. Talinum paniculatum (Jacq.) Gaertn.
10. Talinum polygaloides Gillies ex Arn.
11. Talinum porphyreum M.Mend. & J.R.I.Wood
12. Talinum portulacifolium (Forssk.) Asch. ex Schweinf.
13. Talinum rostratum Ruiz & Pav. ex Lopez
14. Talinum sonorae D.J.Ferguson
15. Talinum tenuissimum Dinter